# San Martino di Finita
San Martino di Finita – miejscowość i gmina we Włoszech, w regionie Kalabria, w prowincji Cosenza.
Według danych na rok 2004 gminę zamieszkiwało 1280 osób, 55,7 os./km².